# Julie Kent
Julie Kent, all'anagrafe Julie Cox (Bethesda, 11 luglio 1969) è un'ex ballerina e direttrice artistica statunitense.

## Biografia
Julie Kent ha iniziato a danzare all'età di otto anni e nel 1985 è stata scritturata dall'American Ballet Theatre e su consiglio di Michail Baryšnikov ha cambiato il cognome in Kent. L'anno successivo è stata promossa a membro del corps de ballet dell'ABT, mentre nel 1990 è stata nominata solista. Tre anni più tardi è stata proclamata prima ballerina della compagnia ed è diventata la prima americana a vincere l'Erik Bruhn Prize. Nel 2000 è diventata la prima danzatrice statunitense a vincere il Prix Benois de la Danse.
Nei suoi ventinove anni con la compagnia ha danzato molti dei maggiori ruoli del repertorio femminile, tra cui le eponime protagoniste di Anastasia, Giselle, Sylvia, Cenerentola e Manon, Tersicore e Calliope nell'Apollon Musagete, Nikiya ne La Bayadere, Medora ne Le Corsaire, Kitri in Don Chisciotte, Titania nel The Dream, Natalia Petrovna in A Month in the Country, la fata confetto ne Lo schiaccianoci, Tatiana in Onegin, Odette e Odile ne Il lago dei cigni, Aurora ne La bella addormentata e Giulietta in Romeo e Giulietta. Nel corso della sua carriera ha danzato ne coreografie di alcuni dei maggiori coreografi del XX secolo, tra cui George Balanchine, Jerome Robbins, Frederick Ashton, Kenneth MacMillan e John Cranko; ha inoltre danzato in occasione delle prime di balletti di John Neumeier, Twyla Tharp, Nacho Duato e Aleksej Ratmanskij. 
Dopo ventidue anni come prima ballerina ha dato l'addio alle scene nel giugno 2015, danzando come Giulietta accanto al Romeo di Roberto Bolle nel balletto di MacMillan.
Oltre alla carriera sulle scene, Kent ha recitato anche in due film: Giselle (1987) e Il ritmo del successo (2000). Dal 2016 al 2023 è stata direttrice artistica del Washington Ballet ed dal luglio 2023 ricopre la stessa carica presso l'Houston Ballet.

## Filmografia
- Giselle (Dancers), regia di Herbert Ross (1987)
- Il ritmo del successo (Central Stage), regia di Nicholas Hytner (2000)